# Toni Bertorelli
Toni Bertorelli (Barge, 18 marzo 1948 – Roma, 26 maggio 2017) è stato un attore e regista teatrale italiano.

## Biografia
Fratello minore degli attori Nanni ed Enrico Bertorelli esordisce come attore teatrale nel 1969, collabora spesso con Carlo Cecchi e lavora in opere del repertorio classico e contemporaneo. Nella stagione 1997-1998 vince il premio UBU, come miglior attore non protagonista, grazie alla sua interpretazione in Il Tartuffo di Molière, con la regia di Armando Pugliese. Nel 1996 esordisce alla regia teatrale con Les femmes savantes di Molière con Valeria Ciangottini, a cui seguiranno Pezzo di monologo e Passi di Samuel Beckett e Three Hotels di Jon Robin Baitz con Luca Zingaretti e Isabella Ferrari nel 1999. Nel 2001 dirige Il colonnello con le ali di Christo Boitchev e Possesso di Abraham Yehoshua con protagonista Franca Valeri, mentre nel 2005 al Teatro Globe di Roma Gossip! La scuola della maldicenza di Richard Brinsley Sheridan, adattato dallo stesso Bertorelli in forma di musical.
La sua prima apparizione cinematografica invece risale al 1974 nel film E cominciò il viaggio nella vertigine. Nel corso degli anni seguiranno numerosi altri lavori, ma è principalmente negli anni novanta che Toni Bertorelli ottiene una certa popolarità fra il grande pubblico, grazie a film come Morte di un matematico napoletano (1992) o Pasolini, un delitto italiano (1995), per il quale ottiene anche il premio Sacher d'oro come miglior attore non protagonista. Per Nanni Moretti avrebbe poi recitato in La stanza del figlio (2001) e Il caimano (2006), mentre fra gli altri suoi lavori si ricordano Il partigiano Johnny (2000), Luce dei miei occhi (2001), La passione di Cristo (2004) e Romanzo criminale (2005). Il regista Marco Bellocchio lo dirige in tre film: Il principe di Homburg (1997), L'ora di religione (2002, per il quale Bertorelli vince il riconoscimento come miglior attore non protagonista al Flaiano Film Festival e la candidatura all'Italian National Syndicate of Film Journalists) e Sangue del mio sangue (2015).
Per la televisione è stato interprete di numerosi sceneggiati, tra i quali I Buddenbrook di Edmo Fenoglio, Renzo e Lucia di Francesca Archibugi, Guerra e pace di Robert Dornhelm, Pinocchio di Alberto Sironi nel ruolo della Volpe e Rossella di Gianni Lepre e Carmine Elia. Nel 2013 ha pubblicato il suo primo romanzo L'effetto del Jazz, sulla nascita del primo jazz club d'Italia a Torino.
Muore a Roma il 26 maggio 2017 a 69 anni dopo una lunga malattia. Le esequie si sono tenute il 29 maggio nella basilica di Santa Maria in Montesanto a Roma. La salma è sepolta a Roma al cimitero di Prima Porta. Il 15 dicembre 2017 è stato istituito il Premio cinematografico Toni Bertorelli - Controluce, la cerimonia della prima edizione ha avuto luogo alla sala Trevi di Roma, con il sostegno della Fondazione Ente dello Spettacolo, nell'ambito del Tertio Millennio Filmfest.

## Filmografia

### Cinema
- E cominciò il viaggio nella vertigine, regia di Toni de Gregorio (1974)
- Stangata napoletana, regia di Vittorio Caprioli (1983)
- Tutta colpa della SIP, regia di Gianfranco Bullo (1988)
- Morte di un matematico napoletano, regia di Mario Martone (1992)
- Pasolini, un delitto italiano, regia di Marco Tullio Giordana (1995)
- Cous Cous, regia di Umberto Spinazzola (1996)
- Binari - cortometraggio, regia di Carlotta Cerquetti (1996)
- Le mani forti, regia di Franco Bernini (1997)
- Il principe di Homburg, regia di Marco Bellocchio (1997)
- Elvjs e Merilijn, regia di Armando Manni (1998)
- Besame mucho, regia di Maurizio Ponzi (1999)
- Il partigiano Johnny, regia di Guido Chiesa (2000)
- La lingua del santo, regia di Carlo Mazzacurati (2000)
- Zora la vampira, regia dei Manetti Bros. (2000)
- La regina degli scacchi, regia di Claudia Florio (2001)
- Territori d'ombra, regia di Paolo Modugno (2001)
- La stanza del figlio, regia di Nanni Moretti (2001)
- Le parole di mio padre, regia di Francesca Comencini (2001)
- Luce dei miei occhi, regia di Giuseppe Piccioni (2001)
- Vivere - cortometraggio, regia di Franco Bernini (2001)
- L'ora di religione, regia di Marco Bellocchio (2002)
- Ora o mai più, regia di Lucio Pellegrini (2003)
- L'eretico - Un gesto di coraggio, regia di Pietro Maria Benfatti (2004)
- La passione di Cristo, regia di Mel Gibson (2004)
- Pontormo, regia di Giovanni Fago (2004)
- A luci spente, regia di Maurizio Ponzi (2004)
- La passione di Giosuè l'ebreo, regia di Pasquale Scimeca (2005)
- Romanzo criminale, regia di Michele Placido (2005)
- Il caimano, regia di Nanni Moretti (2006)
- Il sole nero, regia di Krzysztof Zanussi (2007)
- Seta, regia di François Girard (2007)
- L'amor cortese, regia di Claudio Camarca (2008)
- Pizzangrillo - cortometraggio, regia di Marco Gianfreda (2010)
- Latin Lover, regia di Cristina Comencini (2015)
- Sangue del mio sangue, regia di Marco Bellocchio (2015)

### Televisione
- I Buddenbrook, regia di Edmo Fenoglio - miniserie TV, 1 episodio (1971)
- L'assedio di Firenze, regia di Ugo Gregoretti - film TV (1975)
- A casa, una sera..., regia di Mario Landi - miniserie TV, 1 episodio (1976)
- Una spia del regime, regia di Alberto Negrin - miniserie TV (1976)
- Uova fatali, regia di Ugo Gregoretti - film TV (1977)
- Il processo, regia di Luigi Di Gianni - film TV (1978)
- Ricatto internazionale, regia di Dante Guardamagna - miniserie TV, 1 episodio (1980)
- Lulù, regia di Mario Missiroli - film TV (1980)
- La ragazza dell'addio, regia di Daniele D'Anza - miniserie TV, 3 episodi (1984)
- Aeroporto internazionale, regia di Enzo Tarquini - serie TV, 1 episodio (1985)
- Cinque storie inquietanti, regia di Carlo Di Carlo - miniserie TV, 1 episodio (1987)
- Requiem per voce e pianoforte, regia di Tomaso Sherman - film TV (1993)
- Il giovane Mussolini, regia di Gianluigi Calderone - miniserie TV, 3 episodi (1993)
- L'ispettore anticrimine, regia di Paolo Fondato - miniserie TV, 6 episodi (1993)
- La tenda nera, regia di Luciano Manuzzi - film TV (1996)
- Trenta righe per un delitto, regia di Lodovico Gasparini - serie TV (1998)
- L'estate di Davide, regia di Carlo Mazzacurati - film TV (1998)
- Cronaca nera, regia di Gianluigi Calderone e Ugo Fabrizio Giordani - miniserie TV, 3 episodi (1998)
- La strada segreta, regia di Claudio Sestieri - film TV (1999)
- Una sola debole voce, regia di Alberto Sironi - film TV (1999)
- Il giovane Casanova, regia di Giacomo Battiato - film TV (2002)
- La guerra è finita, regia di Lodovico Gasparini - film TV (2002)
- Francesco, regia di Michele Soavi - film TV (2002)
- Sospetti 2, regia di Gianni Lepre - miniserie TV, 3 episodi (2003)
- Renzo e Lucia, regia di Francesca Archibugi - film TV (2004)
- La fuga degli innocenti, regia di Leone Pompucci - film TV (2004)
- Virginia - La monaca di Monza, regia di Alberto Sironi - film TV (2004)
- Una famiglia in giallo, regia di Alberto Simone - miniserie TV, 1 episodio (2005)
- Karol - Un uomo diventato papa, regia di Giacomo Battiato - film TV (2005)
- De Gasperi - L'uomo della speranza, regia di Liliana Cavani - film TV (2005)
- La moglie cinese, regia di Antonello Grimaldi - miniserie TV (2006)
- Guerra e pace, regia di Robert Dornhelm - miniserie TV, 4 episodi (2007)
- Io ti assolvo, regia di Monica Vullo - film TV (2008)
- Quo vadis, baby?, regia di Guido Chiesa - miniserie TV, 1 episodio (2008)
- Pinocchio, regia di Alberto Sironi - miniserie TV (2009)
- So che ritornerai, regia di Eros Puglielli - film TV (2009)
- Romy, regia di Torsten C. Fischer - film TV (2009)
- C'era una volta la città dei matti..., regia di Marco Turco - film TV (2010)
- Eroi per caso, regia di Alberto Sironi - film TV (2011)
- Il tredicesimo apostolo - Il prescelto, regia di Alexis Sweet - serie TV, 4 episodi (2012)
- L'onore e il rispetto, regia di Alessio Inturri, Luigi Parisi e Salvatore Samperi - serie TV, 4 episodi (2012)
- Rossella, regia di Gianni Lepre e Carmine Elia - serie TV (2011-2013)
- The Young Pope, regia di Paolo Sorrentino - serie TV, 10 episodi (2016)

## Opere
- L'effetto del jazz, Iacobelli editore, 2013.
- Voglio vivere senza di te, Iacobelli editore, 2017.